# らーめん世界
らーめん世界（らーめんせかい）とは、株式会社翔志が石川県など北陸3県を中心に展開するラーメン飲食店チェーンである。

## 概要
1996年設立。黄色い外観が特徴的なラーメン店である。2001年3月に西泉店を所在地として有限会社翔志を設立。その後、2003年4月に2号店である松任店をオープンし、同年11月に株式会社に改組後は、所在地を松任店の隣に移している。その後も新規出店を繰り返し、現在までに支店舗が11店まで増加。長浜店は近畿地方唯一の店舗であり、最西店舗でもある。2009年にはのれん分けした独立店がオープンし、こちらは現在までに3店舗存在する。2013年からJA金沢市の蓮根部会と協力して、コラボ商品を提供したりしている。2020年3月 新業態「自家製麺つけめん桜」を開業。

## 沿革
- 1996年（平成8年）8月 - 金沢市西泉にて西泉店（本店）を開業。
- 2001年（平成13年）11月 - 有限会社翔志設立。
- 2003年（平成15年）4月 - 松任店が開業。
- 2003年（平成15年）11月 - 株式会社に改組。
- 2004年（平成16年）7月 - 高尾台店が開業。
- 2004年（平成16年）7月 - セントラルキッチン事業部を開設。
- 2005年（平成17年）3月 - 福久店が開業。
- 2005年（平成17年）8月 - 呉羽店が開業。
- 2006年（平成18年）4月 - 運動公園店が開業。
- 2006年（平成18年）7月 - 魚津店が開業。
- 2007年（平成19年）2月 - 桜田店が開業。
- 2007年（平成19年）3月 - 高岡店が開業。
- 2007年（平成19年）8月 - 小松店が開業。
- 2009年（平成21年）5月 - 二代目らーめん世界（独立店）が開業。
- 2009年（平成21年）10月 - 開発店が開業。
- 2009年（平成21年）11月 - 敦賀店が開業。
- 2010年（平成22年）5月 - セントラルキッチン事業部を白山工場へ移設。
- 2011年（平成23年）7月 - 長浜店が開業。
- 2013年（平成25年） - JA金沢市蓮根部会と協力してコラボ商品を開発。
- 2014年（平成26年）1月 - 高尾台店が閉店。
- 2014年（平成26年）2月 - 高岡店が閉店し、麺家やす（独立店）として開業。
- 2015年（平成27年）8月 - 麺家三ツ星（独立店）が開業。
- 2017年（平成29年）4月 - 加賀店（14号店）が開業。
- 2019年（平成31年）3月 - 福井運動公園店、契約期間満了の為、閉店
- 2019年（令和元年）7月 - 旨麺屋　優（独立店）が開業。
- 2020年（令和2年）3月 - 麺屋もみじ（独立店）が開業。
- 2020年（令和2年）3月 - 新業態のつけ麺専門店　「自家謹製つけめん桜　蓮花寺店」が開業。
- 2020年（令和2年）12月 - 「自家謹製つけめん桜　福久店」が開業。
- 2021年（令和3年）3月 - 「自家謹製つけめん桜 富山上袋店」が開業。
- 2021年（令和3年）8月 - 「自家謹製つけめん桜　富山魚津店」が開業。

## 店舗一覧

### 石川県
- 本社（白山市）
- 松任店（白山市）
- 西泉店（本店・金沢市）
- 福久店（金沢市）
- 桜田店（金沢市）
- 小松店（小松市）
- 加賀店（加賀市）
- 自家謹製つけめん桜　蓮花寺店（1号店・野々市市）
- 自家謹製つけめん桜　福久店（2号店・金沢市）

### 富山県
- 富山呉羽店（富山市）
- 富山魚津店（魚津市）
- 自家謹製つけめん桜　富山上袋店（3号店・富山市）
- 自家謹製つけめん桜　富山魚津店（4号店・魚津市）

### 福井県
- 福井開発店（福井市）
- 福井敦賀店（敦賀市）

### 滋賀県
- 滋賀長浜店（長浜市）

### 独立店
- 二代目らーめん世界（福井県鯖江市）
- 麺家やす（富山県高岡市）
- 旨麺屋　優（福井県福井市）
- 麺屋もみじ（福井県あわら市）

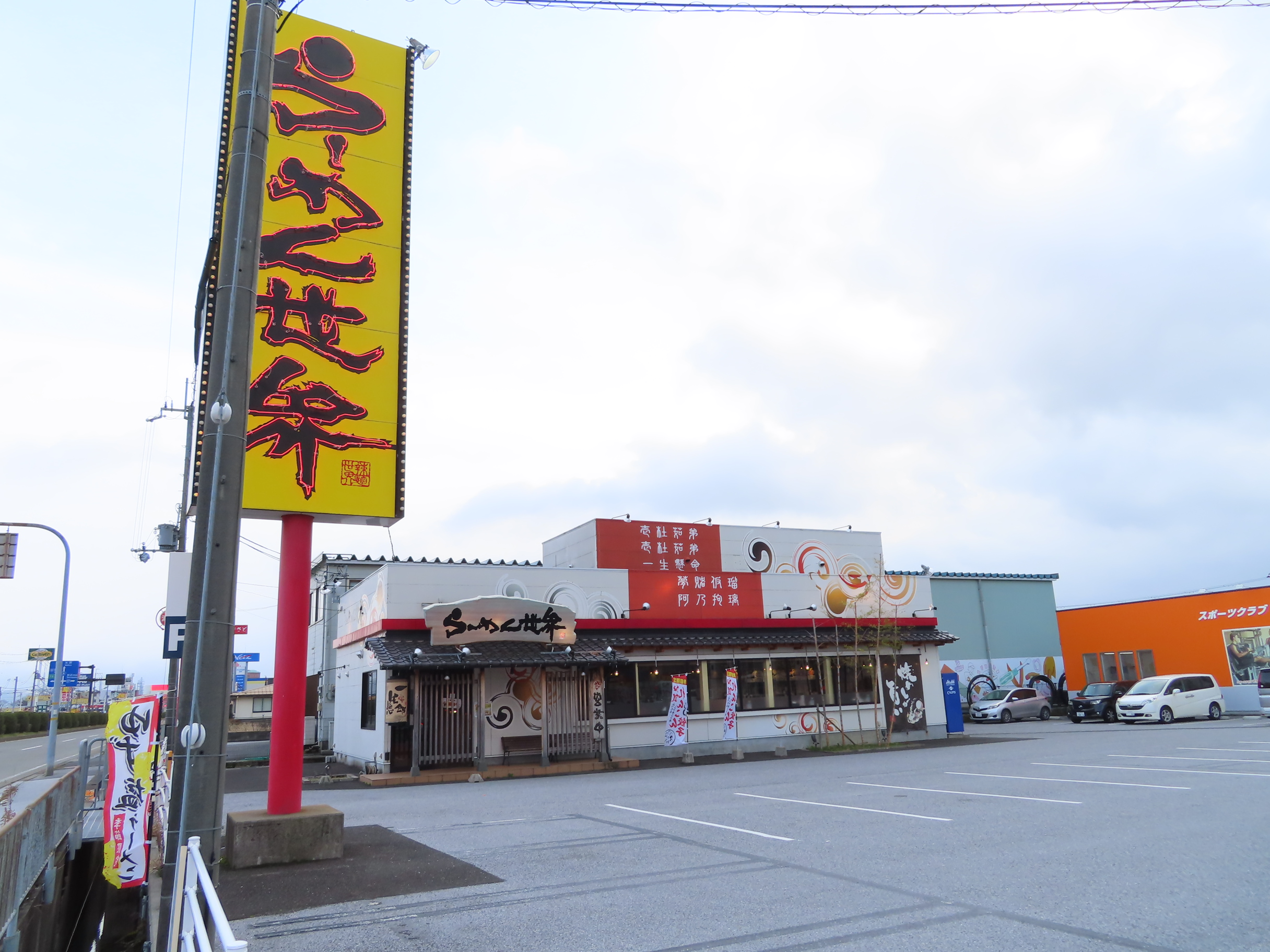
滋賀長浜店
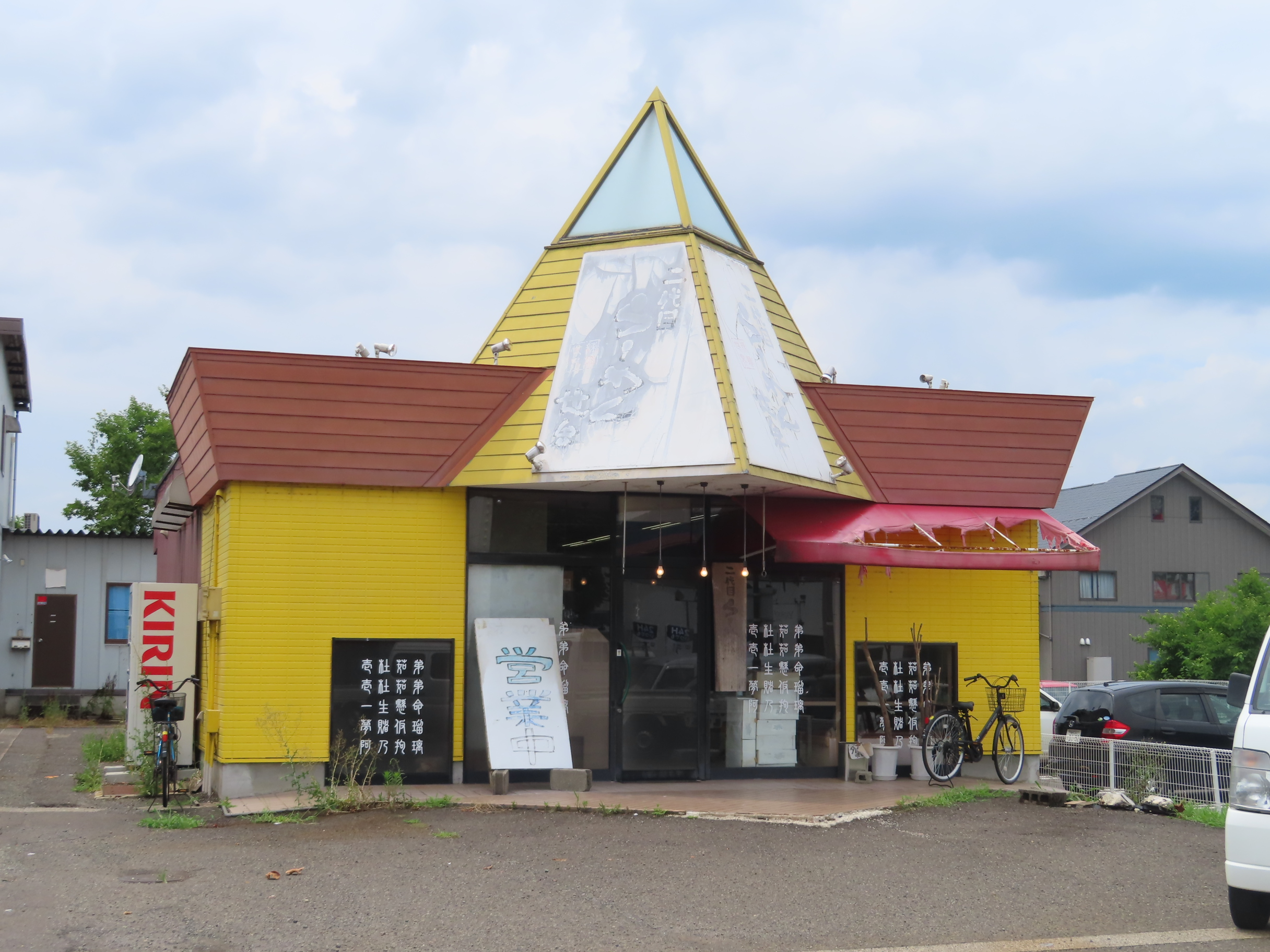
二代目らーめん世界
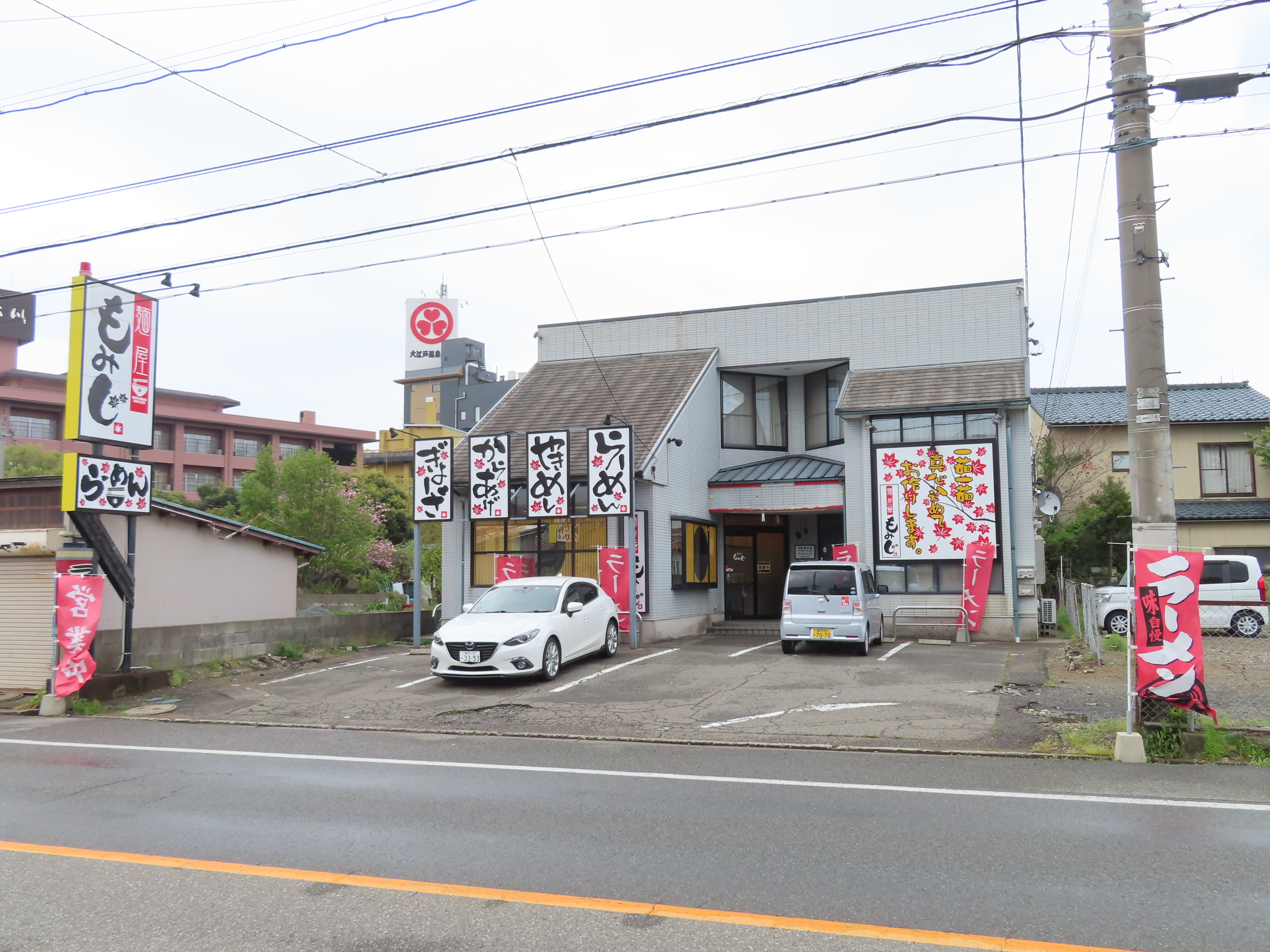
麺屋もみじ

## 閉店した店舗
- 高尾店（金沢市） - 契約満了の為
- 高岡店（高岡市) - 麺家やすとしてリニューアル）
- 福井運動公園店（福井市） - 契約満了の為